# Lawrence Brownlee
Lawrence Brownlee (Ohio, 24 novembre 1972) è un tenore statunitense, particolarmente noto per il suo repertorio di belcanto.

## Biografia
Brownlee, originario di Youngstown, Ohio, fu cresciuto in una numerosa famiglia di classe operaia appassionata di molti generi di musica, inclusa l'opera. Iniziò molto presto a cantare in un coro gospel e a suonare il pianoforte, il basso e la batteria. Al liceo, i suoi insegnanti di canto si accorsero delle sue potenzialità e lo incoraggiarono a proseguire nella musica classica, nonostante pensasse di iscriversi alla facoltà di giurisprudenza. Brownlee si fidò del loro intuito, si laureò in musica presso la Anderson University dell'Indiana, e conseguì un master alla Jacobs School of Music. La soprano Costanza Cuccaro fu una delle sue insegnanti. Per acquisire una maggiore padronanza, Brownlee studiò inoltre il francese, l'italiano e il tedesco, e prese lezioni di recitazione comica. Nel 2001, vinse il concorso lirico del Metropolitan Opera House, un traguardo che lo lanciò nell'industria dell'opera. Alle audizioni cantò Languir per una bella di Rossini, e Ah, mes amis di Donizetti.

## Carriera
Nel 2002, al raggiungimento della maturità vocale, Brownlee fece il suo debutto professionale al Virginia Opera, in quello che in seguito diventò uno dei suoi ruoli distintivi, il Conte Almaviva de Il barbiere di Siviglia. Nello stesso anno debuttò al Teatro alla Scala, a cui seguirono ruoli da protagonista nei teatri di Genova, di Bologna, in Svizzera e in Germania.
Nel 2006, vinse i premi Tucker e Marian Anderson che gli aprirono le porte dei teatri e festival europei. Un anno dopo arrivò il suo debutto al Met con apparizioni nei maggiori palcoscenici statunitensi. Fra le sue interpretazioni operistiche più ammirate dalla critica si citano i ruoli di Lindoro ne L'italiana in Algeri, Rinaldo dall'Armida di Rossini, Tonio ne La figlia del reggimento, Arturo, protagonista de I puritani e Don Ramiro de La Cenerentola, all'Opéra Garnier. Nel repertorio di Brownlee sono presenti anche diverse opere contemporanee, come 1984 di Lorin Maazel, Charlie Parker's Yardbird, e Cycles of My Being (Cicli del mio essere) di Tyshawn Sorey.
Nel 2014, Brownlee, Juan Diego Flórez e Javier Camarena furono soprannominati dal New York Times "I tre tenori", pionieri di "una nuova età dell'oro delle voci maschili acute". Il mezzo-soprano Joyce DiDonato, scrisse che la voce di Brownlee le faceva venire in mente la parola "miele".
Per la sua registrazione di Arie Virtuose Rossiniane, Brownlee fu nominato per un Grammy Award nel 2015. Due anni dopo, si aggiudicò il premio per il  miglior cantante dell'anno agli International Opera Awards di Londra. Il primo album con la sua voce, Carmina Burana, della Berliner Philharmoniker, fu pubblicato nel 2005. Altre registrazioni includono lo Stabat Mater di Rossini con l'orchestra dell'Accademia Nazionale di Santa Cecilia di Roma, un album spiritual dal titolo Spiritual Sketches con il pianista Damien Sneed, e Allegro io son di Donizetti vincitore di un Critics' Choice Awards.
Nel 2023, ha lanciato il tour statunitense di Rising, un progetto concertistico che ideò durante la pandemia di COVID-19, per il quale commissionò a sei compositori afroamericani di tradurre in canzoni la poesia del Rinascimento di Harlem.

## Riconoscimenti
- 2001: Gran Premio al concorso lirico del Metropolitan Opera House
- 2003: Premio Aria[9]
- 2006: Premio Richard Tucker
- 2006: Premio Marian Anderson
- 2007: Premio Alter per l'eccellenza artistica dell'Opera Philadelphia
- 2008: Premio Seattle Opera come artista dell'anno per il ruolo di Arturo ne I puritani
- 2015: Candidatura al Grammy Award come Best classical vocal solo album per Arie Virtuose Rossiniane
- 2017: Critics' Choice Award di Opera News per l'album Allegro io son
- 2017: Miglior cantante agli International Opera Awards